# Candalides meneia
Candalides meneia är en fjärilsart som beskrevs av Druce. Candalides meneia ingår i släktet Candalides och familjen juvelvingar. Inga underarter finns listade i Catalogue of Life.